# استان خاتمه
استان خاتمه، با نام رسمی دولت خاتمه سومالی
(به سومالیایی: Maamulka Khaatumo ee Soomaaliya) (به عربی: إدارة خاتمة في الصومال)، منطقه‌ای در شمال شرق سومالی است که توسط دولت محلی و به صورت منطقه‌ای خودمختار اداره می‌شود.